# Силвија Наваро
Силвија Наваро (шп. Silvia Angélica Navarro Barva, рођена 14. септембра 1978.) је мексичка глумица.
Каријеру је започела 1998. на ТВ Астеки, где је наступила у теленовели Perla, која је њена прва теленовела и прва главна улога. У ТВ Астеки радила је и на пројектима попут Каталина и Себастијан, Када будеш моја и Сумња. Последња теленовела коју је снимила за ТВ Астеку била је Montecristo (2006-2007), мексичка прерада истоимене аргентинске теленовеле.
Године 2008. потписала је уговор са Телевисом, где добија главну улогу у теленовели Љубав је вечна. За Телевису је снимила и хит теленовелу Сестре, између осталих.
Дана 17. фебруара 2015. године објављује да чека своје прво дете са партнером Херардом Касановом. Дана 6. септембра 2015. године, Силвија је родила сина Леона.

## Филмографија
| Година:      | Српски назив:         | Оригинални назив: | Улога:                                                                         |
| ------------ | --------------------- | ----------------- | ------------------------------------------------------------------------------ |
| 2021.        | /                     |                   | Долорес "Лоли" Агуилар Балдерас                                                |
| 2017.        | /                     |                   | Ракел Коен Насер де Бекер                                                      |
| 2016.        | /                     |                   | Рехина Барсенас Риос де Сан Роман                                              |
| 2014.        | /                     |                   | Ана Леал Фуентес де Ласкураин                                                  |
| 2012.        | /                     |                   | Камила Монтeрде Сантос де Дијаз                                                |
| 2010 — 2011. | Сестре                |                   | Регина Гамба Соберон/Рената Монтерубио Алварез/Рената Гамба Соберон де Линарес |
| 2008 — 2009. | Љубав је вечна        |                   | Фернанда Елизалде Ривера де Хуарез                                             |
| 2006.        | /                     |                   | Лаура Ледезма де Ломбардо/Лаура Саенз Гутјерез де Дијаз                        |
| 2004.        | /                     |                   | Марија Клаудија Мадеро Грималди де Баутиста                                    |
| 2002.        | Сумња                 |                   | Викторија Алтамирано                                                           |
| 2001.        | Када будеш моја       |                   | Тереса Суарез Домингез де Санчез/Палома/Елена Оливарес Малдонадо               |
| 2000.        | /                     |                   | Аура Санчез                                                                    |
| 1999.        | Каталина и Себастијан |                   | Каталина Негрете Риваденејра де Мендоза                                        |
| 1998.        | /                     |                   | Перла Алтамирано Еспиноза де Валдерама/Хулијета Сантјаго                       |